# Glastonburyfestivalen
Glastonburyfestivalen är en återkommande musikfestival intill Glastonbury i grevskapet Somerset i Sydvästra England. 
Festivalen startades 1970 av Michael Eavis på Worthy Farm, Eavis bondgård, i grevskapet Somerset och har under åren blivit större och större. Festivalen inleddes 1970 med en konsert av rockgruppen Led Zeppelin och kallades ursprungligen Pilton Festival. Först från 1981 har den varit årlig med uppehåll vissa år ("fallow year") för att ge möjligheter till återhämtning av markytor (1991, 1996, 2001, 2006, 2012 och 2018).
Förutom musik brukar festivalen bestå av teater, dans, cirkus, kabaret och poesi samt andra konstformer. Festivalens besökarantal var 2017 cirka 135 000.
Festivalen betraktas som en stor händelse i brittisk kultur. Den är inspirerad av hippie, motkultur och fria festivalrörelser. Den innehåller rester av dessa traditioner, till exempel Green Fields-området, som inkluderar sektioner som kallas Green Futures och Healing Fields. Efter 1970-talet ägde festivalen rum nästan varje år och växte i storlek med antalet deltagare, som ibland utökades kraftigt av "gatecrashers". Festivalens publikrekord är 300 000 personer, på festivalen 1994, då artisterna Levellers framförde en konsert på The Pyramid Stage.
Festivalen 2020 avbröts och 2020 betraktades officiellt som ett "år i träda", som ett resultat av COVID-19-pandemin.

## Historia
En serie av konserter, föredrag och poesi som kallades Glastonbury Festivals etablerades med en sommarskola i staden Glastonbury mellan 1914 och 1926 av den klassiske kompositören Rutland Boughton (1878–1960), och med sitt läge attraherade festivalen en bohemisk publik efter den tiden sätt att se det. Det framfördes verk av dåtida kompositörer, och sponsrades av familjen Clark och en bred uppsättning av traditionella verk, från Everyman till James Shirleys Cupid and Death.

### 1970-talet

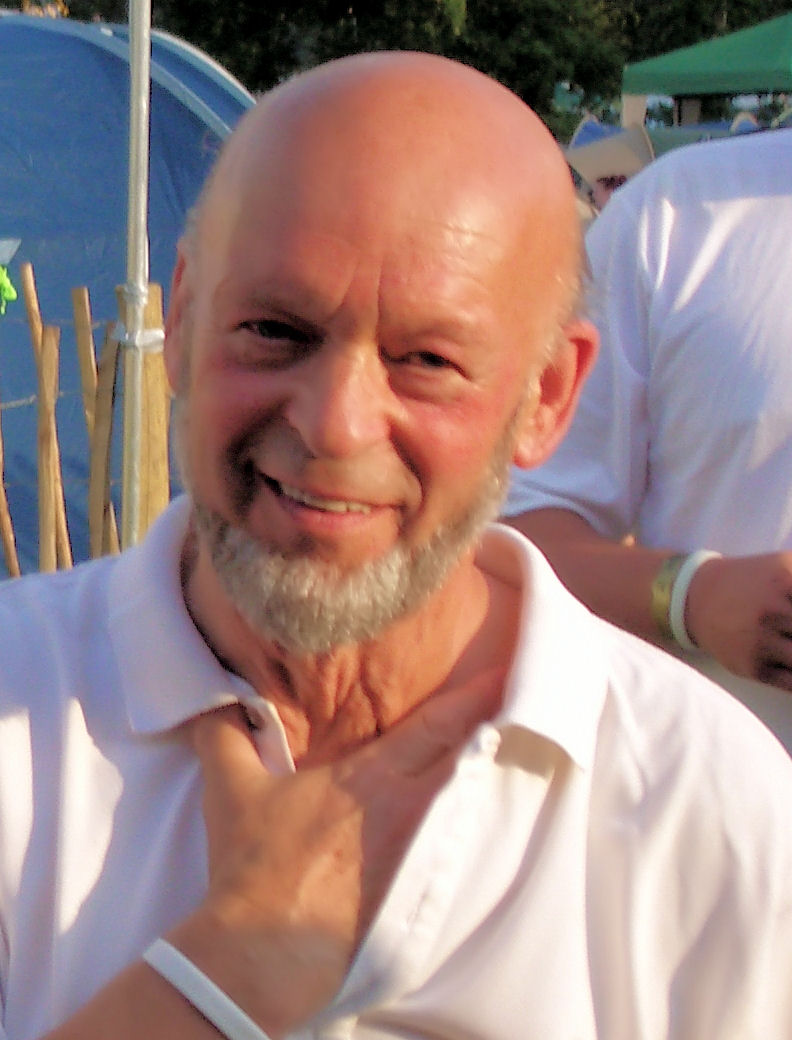
Michael Eavis 2005

#### Pilton Festival 1970
Den första festivalen på Worthy Farm var Pilton Pop, Blues & Folk Festival, anordnad av Michael Eavis lördagen den 19 september 1970 och 1 500 personer deltog. De ursprungliga artisterna var The Kinks och Wayne Fontana och Mindbenders men de ersattes med kort varsel av Tyrannosaurus Rex, senare känd som  T. Rex. Biljetterna var £ 1. Andra artister var Steamhammer, Quintessence, Stackridge, Originn, Al Stewart och Keith Jul.
Glastonbury påverkades starkt av hippieetik och fri festival-rörelsen i slutet av 1960-talet och början av 1970-talet, med början med Isle of Wight Festival (1968–1970), som innehöll föreställningar av The Who, bland många andra artister. Arrangören Michael Eavis bestämde sig för att vara värd för den första festivalen, sedan kallad Pilton Festival, efter att ha sett en utomhuskonsert med Led Zeppelin vid 1970 års Bath Festival of Blues Progressiv musik vid det närliggande Bath and West Showground 1970. Festivalen behåller rester av denna tradition, som Green Fields-området, som omfattar Green Futures och Healing Field.

## Festivalupplagor

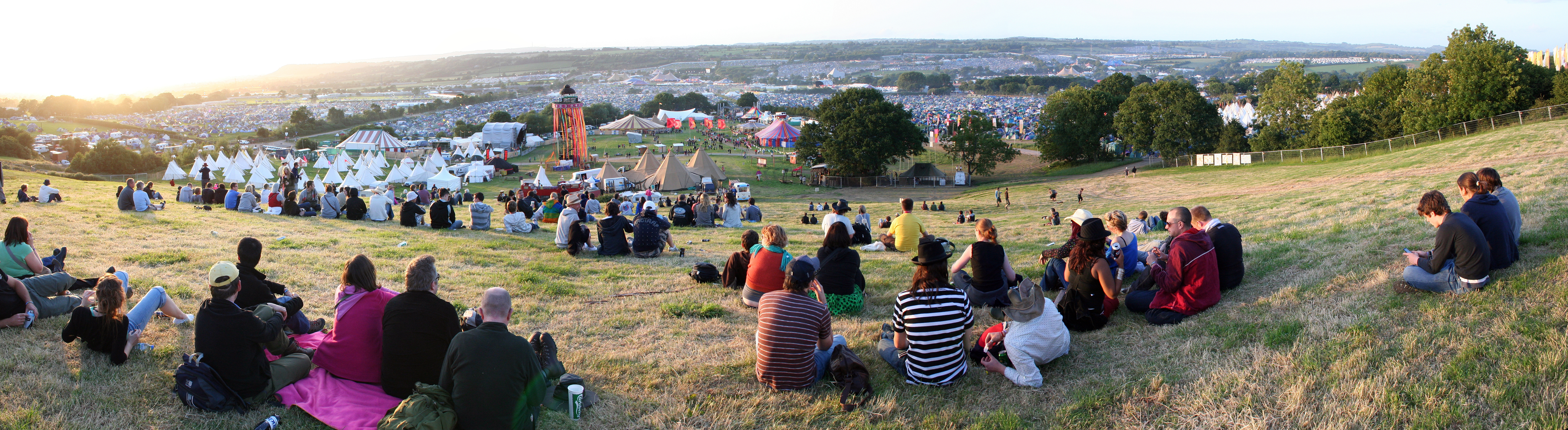
Utsikt över Glastonburyfestivalen, 24 juni 2009.

Nedan listas (de flesta) olika festivalupplagor, med basfakta.
| Edition | År   | Datum        | Sålda biljetter | Huvudattraktion                                                                  | Andra artister                                                                              | Biljettpris |
| ------- | ---- | ------------ | --------------- | -------------------------------------------------------------------------------- | ------------------------------------------------------------------------------------------- | ----------- |
| 1       | 1970 | 19 september | 1 500           | T.Rex (ersattede The Kinks)                                                      |                                                                                             | £1          |
| 2       | 1971 | 20–24 juni   | 12 000          | David Bowie                                                                      | Pink Floyd planlagt men inställt.                                                           | Free        |
| 3       | 1978 | 28–8 juli    | 500             | ingen                                                                            |                                                                                             | N/A         |
| 4       | 1979 | 21–23 juni   | 12,000          | Tim Blake • Peter Gabriel                                                        |                                                                                             | £5          |
| 5       | 1981 | 19–21 juni   | 18 000          | Hawkwind • New Order                                                             |                                                                                             | £8          |
| 6       | 1982 | 18–20 juni   | 25 000          | Van Morrison • Jackson Browne                                                    | U2 planlagt men inställt.                                                                   | £8          |
| 7       | 1983 | 17–19 juni   | 30 000          | Curtis Mayfield • UB40                                                           |                                                                                             | £12         |
| 8       | 1984 | 20–22 juni   | 30 000          | The Smiths • Weather Report • Black Uhuru                                        | Elvis Costello, The Waterboys                                                               | £13         |
| 9       | 1985 | 21–23 juni   | 40 000          | Echo & The Bunnymen • Joe Cocker • The Boomtown Rats                             | The Style Council                                                                           | £16         |
| 10      | 1986 | 20–22 juni   | 60 000          | The Cure • Psychedelic Furs • Level 42                                           | Simply Red, Madness                                                                         | £17         |
| 11      | 1987 | 19–21 juni   | 60 000          | Elvis Costello • Van Morrison • The Communards                                   | New Order                                                                                   | £21         |
| 12      | 1989 | 16–18 juni   | 65 000          | Elvis Costello • Van Morrison • Suzanne Vega                                     | Pixies                                                                                      | £28         |
| 13      | 1990 | 22–24 juni   | 70 000          | The Cure • Happy Mondays • Sinéad O'Connor                                       | Archaos                                                                                     | £38         |
| 14      | 1992 | 26–28 juni   | 70 000          | Carter USM • Shakespear's Sister • Youssou N'Dour                                | Lou Reed, Blur, Primal Scream, Morrissey planlagt men inställt.                             | £49         |
| 15      | 1993 | 25–27 juni   | 80 000          | The Black Crowes • Christy Moore • Lenny Kravitz (ersatte Red Hot Chili Peppers) | The Velvet Underground, Primal Scream                                                       | £58         |
| 16      | 1994 | 24–26 juni   | 80 000          | The Levellers • Elvis Costello • Peter Gabriel                                   | Johnny Cash, Rage Against the Machine, Björk, Radiohead, Blur, Oasis, Pulp                  | £59         |
| 17      | 1995 | 23–25 juni   | 80 000          | Oasis • Pulp (ersatte The Stone Roses) • The Cure                                | Jeff Buckley, The Prodigy, The Black Crowes                                                 | £65         |
| 18      | 1997 | 27–29 juni   | 90 000          | Radiohead • The Prodigy • Ash (ersatte Steve Winwood)                            | The Smashing Pumpkins, Sting, Neil Young planlagt men inställt.                             | £75         |
| 19      | 1998 | 26–28 juni   | 100 500         | Primal Scream • Blur • Pulp                                                      | Bob Dylan, Robbie Williams, Foo Fighters, Tony Bennett                                      | £80         |
| 20      | 1999 | 25–27 juni   | 100 500         | R.E.M. • Manic Street Preachers • Skunk Anansie                                  | Muse, Ash, Blondie                                                                          | £83         |
| 21      | 2000 | 23–25 juni   | 100 000         | David Bowie • Travis • The Chemical Brothers                                     | Muse, Coldplay, Cypress Hill                                                                | £87         |
| 22      | 2002 | 28–30 juni   | 140 000         | Coldplay • Rod Stewart • Stereophonics                                           | The White Stripes, Roger Waters, Isaac Hayes                                                | £97         |
| 23      | 2003 | 27–29 juni   | 150 000         | R.E.M. • Radiohead • Moby                                                        | Manic Street Preachers, The Flaming Lips, Yes                                               | £105        |
| 24      | 2004 | 25–27 juni   | 150 000         | Paul McCartney • Oasis • Muse                                                    | James Brown, Kings of Leon, Morrissey                                                       | £112        |
| 25      | 2005 | 24–26 juni   | 153 000         | The White Stripes • Coldplay • Basement Jaxx (ersatte Kylie Minogue)             | The Killers, New Order, Primal Scream, Elvis Costello, Brian Wilson                         | £125        |
| 26      | 2007 | 22–24 juni   | 135 000         | Arctic Monkeys • The Killers • The Who • Mika                                    | Arcade Fire, Björk, Shirley Bassey, Amy Winehouse                                           | £145        |
| 27      | 2008 | 27–29 juni   | 134 000         | Kings of Leon • Jay-Z • The Verve                                                | Leonard Cohen, Neil Diamond, Amy Winehouse                                                  | £155        |
| 28      | 2009 | 24–28 juni   | 135 000         | Neil Young • Bruce Springsteen • Blur                                            | The Prodigy, The Specials, Lady Gaga                                                        | £175        |
| 29      | 2010 | 24–28 juni   | 135 000         | Gorillaz (ersatte U2) • Muse • Stevie Wonder                                     | The Flaming Lips, Ray Davies, Radiohead (secret show)                                       | £185        |
| 30      | 2011 | 22–26 juni   | 135 000         | U2 • Coldplay • Beyoncé                                                          | B.B. King, Morrissey, Paul Simon, Wu-Tang Clan, Radiohead (secret show), Pulp (secret show) | £195        |

### Fotnoter
1. ↑  ”Glastonbury 2017 tickets sell out”. Glastonbury Festival. https://www.glastonburyfestivals.co.uk/glastonbury-2017-tickets-sell-out/. Läst 30 november 2018.
2. ↑  Hann, Michael (31 januari 2018). ”The Levellers: 'I'll rag our Brexiteer fans till they cry – or never come back'” (på engelska). The Levellers: 'I'll rag our Brexiteer fans till they cry – or never come back'. https://www.theguardian.com/music/2018/jan/31/the-levellers-30-years-interview-brexit-mark-chadwick-jeremy-Cunningham.
3. ↑  ”Glastonbury Festival - A statement from Glastonbury Festival” (på engelska). Glastonbury Festival. 18 mars 2020. https://www.glastonburyfestivals.co.uk/a-statement-from-glastonbury-festival/. Läst 24 december 2020.
4. ↑  Rose, Martial (2003). Forever Juliet: The Life and Letters of Gwen Ffrangcon-Davies 1891–1992. Dereham, Norfolk: Larks Press. sid. 23–43. ISBN 978-1-904006-12-1
5. ↑  Chivers, Tom (14 juni 2010). ”Glastonbury 2010: disasters and mishaps at Worthy Farm” (på engelska). The Telegraph. Arkiverad från originalet den 23 augusti 2011. https://web.archive.org/web/20110823090212/http://www.telegraph.co.uk/culture/glastonbury/7822186/Glastonbury-2010-disasters-and-mishaps-at-Worthy-Farm.html. Läst 24 december 2020.
6. ↑  ”Glastonbury 1970 Pilton pop, blues, and folk festival” (på engelska). BBC. Arkiverad från originalet den 9 december 2011. https://web.archive.org/web/20111209060538/http://www.bbc.co.uk/music/festivals/glastonbury/archive/1970/. Läst 24 december 2020.
7. ↑  ”Pilton- Glastonbury festival 1970” (på engelska). www.ukrockfestivals.com. Arkiverad från originalet den 16 februari 2020. https://web.archive.org/web/20200216104903/http://www.ukrockfestivals.com/glastonbury-1970-menu.html. Läst 24 december 2020.
8. ↑  Smith, David (19 juni 2005). ”A Far-out Man” (på engelska). The Observer. Arkiverad från originalet den 25 december 2007. https://web.archive.org/web/20071225200840/http://observer.guardian.co.uk/comment/story/0%2C6903%2C1509746%2C00.html. Läst 24 december 2020.
9. ↑   Stevens, Jenny (27 juni 2015). ”Glastonbury's Healing Fields: festivalgoer wellbeing is not just for hippies” (på engelska). Guardian. Arkiverad från originalet den 29 december 2019. https://web.archive.org/web/20191229132114/https://www.theguardian.com/music/2015/jun/27/glastonbury-healing-green-fields-hippies-wellbeing. Läst 24 december 2020.
10. 1 2 3  ”1970 (19 September)”. History. Glastonbury Festival. http://www.glastonburyfestivals.co.uk/history/1970/. Läst 24 december 2020.
11. 1 2 3  ”1971 (20–24 June)”. History. Glastonbury Festival. http://www.glastonburyfestivals.co.uk/history/1971/. Läst 24 december 2020.
12. ↑  ”1978 (28–8 July)”. History. Glastonbury Festival. http://www.glastonburyfestivals.co.uk/history/1978/. Läst 24 december 2020.
13. 1 2 3  ”1979 (21–23 June)”. History. Glastonbury Festival. http://www.glastonburyfestivals.co.uk/history/1979/. Läst 24 december 2020.
14. 1 2 3  ”1981 (19–21 June)”. History. Glastonbury Festival. http://www.glastonburyfestivals.co.uk/history/1981/. Läst 24 december 2020.
15. 1 2 3  ”1982 (18–20 June)”. History. Glastonbury Festival. http://www.glastonburyfestivals.co.uk/history/1982/. Läst 24 december 2020.
16. 1 2 3  ”1983 (17–19 June)”. History. Glastonbury Festival. http://www.glastonburyfestivals.co.uk/history/1983/. Läst 24 december 2020.
17. 1 2 3  ”1984 (20–22 June)”. History. Glastonbury Festival. http://www.glastonburyfestivals.co.uk/history/1984/. Läst 24 december 2020.
18. 1 2 3  ”1985 (21–23 June)”. History. Glastonbury Festival. http://www.glastonburyfestivals.co.uk/history/1985/. Läst 24 december 2020.
19. 1 2 3  ”1986 (20–22 June)”. History. Glastonbury Festival. http://www.glastonburyfestivals.co.uk/history/1986/. Läst 24 december 2020.
20. 1 2 3  ”1987 (19–21 June)”. History. Glastonbury Festival. http://www.glastonburyfestivals.co.uk/history/1987/. Läst 24 december 2020.
21. 1 2 3  ”1989 (16–19 June)”. History. Glastonbury Festival. http://www.glastonburyfestivals.co.uk/history/1989/. Läst 24 december 2020.
22. 1 2 3  ”1990 (22–24 June)”. History. Glastonbury Festival. http://www.glastonburyfestivals.co.uk/history/1990/. Läst 24 december 2020.
23. 1 2 3  ”1992 (26–28 June)”. History. Glastonbury Festival. http://www.glastonburyfestivals.co.uk/history/1992/. Läst 24 december 2020.
24. 1 2 3  ”1993 (25–27 June)”. History. Glastonbury Festival. http://www.glastonburyfestivals.co.uk/history/1993/. Läst 24 december 2020.
25. 1 2 3  ”1994 (24–26 June)”. History. Glastonbury Festival. http://www.glastonburyfestivals.co.uk/history/1994/. Läst 24 december 2020.
26. 1 2 3  ”1995 (23–25 June)”. History. Glastonbury Festival. http://www.glastonburyfestivals.co.uk/history/1995/. Läst 24 december 2020.
27. 1 2 3  ”1997 (27–29 June)”. History. Glastonbury Festival. http://www.glastonburyfestivals.co.uk/history/1997/. Läst 24 december 2020.
28. 1 2 3  ”1998 (26–28 June)”. History. Glastonbury Festival. http://www.glastonburyfestivals.co.uk/history/1998/. Läst 24 december 2020.
29. 1 2 3  ”1999 (25–27 June)”. History. Glastonbury Festival. http://www.glastonburyfestivals.co.uk/history/1999/. Läst 24 december 2020.
30. 1 2 3  ”2000 (23–25 June)”. History. Glastonbury Festival. http://www.glastonburyfestivals.co.uk/history/2000/. Läst 24 december 2020.
31. 1 2 3  ”2002 (28–30 June)”. History. Glastonbury Festival. http://www.glastonburyfestivals.co.uk/history/2002/. Läst 24 december 2020.
32. 1 2 3  ”2003 (27–29 June)”. History. Glastonbury Festival. http://www.glastonburyfestivals.co.uk/history/2003/. Läst 24 december 2020.
33. 1 2 3  ”2004 (25–27 June)”. History. Glastonbury Festival. http://www.glastonburyfestivals.co.uk/history/2004/. Läst 24 december 2020.
34. 1 2 3  ”2005 (24–26 June)”. History. Glastonbury Festival. http://www.glastonburyfestivals.co.uk/history/2005/. Läst 24 december 2020.
35. 1 2 3  ”2007 (22–24 June)”. History. Glastonbury Festival. http://www.glastonburyfestivals.co.uk/history/2007/. Läst 24 december 2020.
36. 1 2 3  ”2008 (27–29 June)”. History. Glastonbury Festival. http://www.glastonburyfestivals.co.uk/history/2008/. Läst 24 december 2020.
37. 1 2 3  ”2009 (24–28 June)”. History. Glastonbury Festival. http://www.glastonburyfestivals.co.uk/history/2009/. Läst 24 december 2020.
38. 1 2 3  ”2010 (25–27 June)”. History. Glastonbury Festival. http://www.glastonburyfestivals.co.uk/history/2010/. Läst 24 december 2020.